# 眶短刺鲀
眶短刺鲀（学名：Chilomycterus orbicularis）为刺鲀科短刺鲀属的鱼类。分布于非洲、印度洋、马六甲以及中国南海、东海等海域，属于温热带海洋底层鱼类。该物种的模式产地在好望角、摩鹿加群岛。